# Evgeni Ivanov
Pour les articles homonymes, voir Ivanov.
Evgeni Ivanov (Евгени Иванов) est un joueur bulgare de volley-ball né le 3 juin 1974 à Sofia. Il mesure 2,10 m et joue central. Il totalise 231 sélections en équipe de Bulgarie.

## Clubs
| Club                    | Pays     | De        | À         |
| ----------------------- | -------- | --------- | --------- |
| CSKA Sofia              | Bulgarie | 1992-1993 | 1999-2000 |
| Alimenti Sardi Cagliari | Italie   | 2000-2001 | 2000-2001 |
| Copra Piacenza          | Italie   | 2001-2002 | 2002-2003 |
| Slavia Sofia            | Bulgarie | 2002-2003 | 2002-2003 |
| Tourcoing LM            | France   | 2003-2004 | 2004-2005 |
| Fakel Novy Ourengoï     | Russie   | 2005-2006 | 2005-2006 |
| Skra Bełchatów          | Pologne  | 2006-2007 | 2006-2007 |
| KS Jastrzębski Węgiel   | Pologne  | 2007-2008 | 2007-2008 |
| BEEM Mazandaran         | Iran     | 2008-2009 | 2008-2009 |
| Saipa Tehran            | Iran     | 2009-2010 | 2010-2011 |
| CSKA Sofia              | Bulgarie | 2010-2011 | 2011-2012 |

## Palmarès
- Championnat de Pologne (1)
  - Vainqueur : 2007
- Coupe de Pologne (1)
  - Vainqueur : 2007
- Coupe de France
  - Finaliste : 2005